# Campeonato Baiano 1933
In 1933 werd het 29ste Campeonato Baiano gespeeld voor voetbalclubs uit de Braziliaanse staat Bahia. De competitie werd gespeeld van 26 maart 1933 tot 1 januari 1934 en werd georganiseerd door de FBF. Bahia werd kampioen. 

## Eindstand
| Plaats | Club                   | Wed. | W  | G | V | Saldo | Ptn. |
| ------ | ---------------------- | ---- | -- | - | - | ----- | ---- |
| 1.     | Bahia                  | 12   | 10 | 1 | 1 | 49:14 | 21   |
| 2.     | Ypiranga               | 11   | 6  | 2 | 3 | 32:23 | 14   |
| 3.     | Botafogo               | 11   | 6  | 1 | 4 | 32:26 | 13   |
| 4.     | Energia Circular       | 12   | 4  | 3 | 5 | 32:29 | 11   |
| 5.     | Vitória                | 10   | 5  | 0 | 5 | 24:24 | 10   |
| 6.     | Fluminense de Salvador | 12   | 4  | 1 | 7 | 27:31 | 9    |
| 7.     | São Cristovão          | 11   | 2  | 2 | 7 | 27:34 | 6    |
| 8.     | Guarany                | 7    | 1  | 0 | 6 | 9:51  | 2    |

|  | Kampioen |

## Kampioen
| Campeonato Baiano de 1933 |
| ------------------------- |
| BAHIA 2º Titel            |